# Foumban Shear Zone
Die Foumban Shear Zone oder Central Cameroon Shear Zone (CCSZ, dt.: „Foumban-Scherzone/Verwerfung“, „Zentralkamerun-Scherzone“) ist eine Verwerfung (fault zone) in Kamerun. Man vermutet, dass sie die Verlängerung der Pernambuco fault (Pernambuco-Scherzone) im Nordosten Brasiliens ist. Sie führt weg vom Trans-Brazilian Lineament (Transbrasilianischen Lineament).
Die Verwerfung ist Teil der Central African Shear Zone (CASZ, Zentralafrikanische Scherzone) und datiert auf mindestens 640 Mio. Jahre BP.
Die Zone wurde vor und während der Öffnung des Südatlantiks in der Kreidezeit mehrmals verjüngt, meist mit einer rechtsseitigen Verschiebung.
Die Foumban-Scherzone besteht aus einer Reihe von Verwerfungen mit großen Mylonitzonen, die mit einem Abschnitt der CASZ verbunden sind. Die CASZ lässt sich vom Sudan bis zum Hochland von Adamaua verfolgen; danach wird ihr Verlauf durch Vulkane verdeckt. Basierend auf der Rekonstruktion der Konfiguration Südamerikas vor seiner Trennung von Afrika kann die Zone als Verlängerung der Pernambuco-Verwerfung gesehen werden.
Die Scherzone liegt einer Kette aktiver Vulkane zugrunde, die als Kamerunlinie bezeichnet wird. Im August 1986 deutete ein Erdbeben der Stärke 5 mit Epizentrum nahe dem Nyos-See darauf hin, dass die Scherzone möglicherweise erneut aktiviert wird.